# Jan III (koptyjski patriarcha Aleksandrii)
Jan III (ur. ?, zm. 27 listopada 689) – w latach 680-689 40. patriarcha (papież) Koptyjskiego Kościoła Ortodoksyjnego. 